# Văn hóa Abashevo
Văn hóa Abashevo là một văn hóa khảo cổ thuộc thời đại đồ đồng ở khoảng nửa sau thiên niên kỷ 2 TCN trên vùng lãnh thổ Nga thuộc châu Âu, từ tỉnh Kaluga tới miền nam cộng hòa Bashkiria. Văn hóa này có tên gọi từ tên làng Abashevo (cộng hòa Chuvashiya), nơi vào năm 1925 lần đầu tiên một đoàn các nhà khảo cổ dưới sự chỉ đạo của V. F. Smolin đã tìm thấy các gò mộ của nó. Trong thập niên 1950-1960 K. V. Salnikov đã phân chia ra các biến thể Trung Volga, Sterlitamaksk (Bashkiriya), Magnitogorsk (Ngoại Ural), Trung sông Đông và Hạ sông Đông của văn hóa Abashevo, còn A. D. Pryakhin (1976, 1977) lại cho rằng văn hóa Abashevo có điểm chung về mặt lịch sử, trong đó chứa các văn hóa khảo cổ Đông-Volga, Trung sông Đông và Ural (Balanbash).